# 伊永春
伊永春（1982年—），内蒙古和林格尔人，蒙古族，中华人民共和国政治人物、第十二届全国人民代表大会内蒙古地区代表。
毕业于中央广播电视大学行政管理专业，加入。2013年，被选为全国人大代表。